# Грюнштадт
Грюнштадт (нем. Grünstadt) — город в Германии, в земле Рейнланд-Пфальц.
Входит в состав района Бад-Дюркхайм. Подчиняется управлению фербандсфрайе Штадт. Население составляет 13 050 человек (на 31 декабря 2010 года). Занимает площадь 18,09 км². Официальный код — 07 3 32 024.
Город подразделяется на 3 городских района.